# Televisión Nacional de Chile

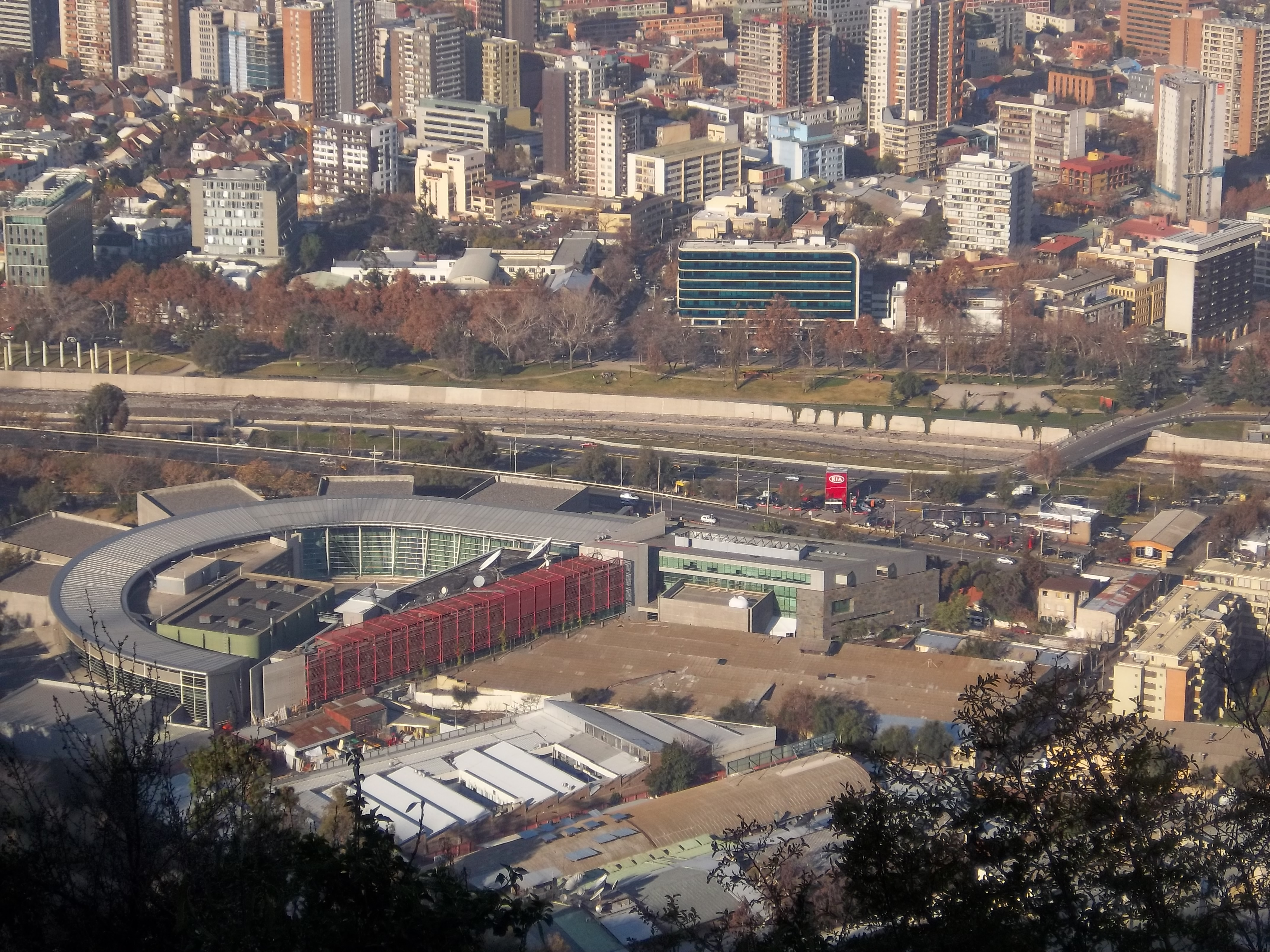
Hauptsitz der TVN in Santiago de Chile.

Televisión Nacional de Chile (TVN) (Nationale Fernsehgesellschaft von Chile) ist Chiles nationale Fernsehstation Chiles. Sie wurde auf Anordnung des Präsidenten Eduardo Frei Montalva am 18. September 1969 als landesweiter Sender gegründet. Seitdem wurde TVN mehrmals umstrukturiert, ist gewachsen und heute einer der führenden Fernsehsender in Chile und Südamerika.
In dem Gesetz 17 377 aus dem Jahr 1970 wurde festgelegt, dass TVN ein öffentlicher, autonomer, pluralistischer und repräsentativer öffentlicher Dienst sein muss. Im Jahr 2018 wurden mit der Verabschiedung des Gesetzes 21 085 Änderungen eingeführt, die die Verpflichtung zur Förderung der nationalen kulturellen Identität, der Werte der Demokratie, der Menschenrechte, der Sorge um die Umwelt und der Achtung der Vielfalt festschrieben.
Die erste Ausstrahlung begann 1969. Die Station ist im staatlichen Besitz, aber trotzdem unabhängig – ein seltener Fall bei den staatlichen Sendern in Südamerika. Der Sender liegt momentan mit 23,9 Prozent Marktanteil auf Platz 3 nach Canal 13 und Mega.

## Verbreitungswege
TVN sendet sein Programm terrestrisch über 200 lokale Stationen verteilt über ganz Chile. Es nutzt den Kanal 7 in Santiago. Das Programm kann auch über Satellit empfangen werden. In Europa wird das Programm über Astra 4A 5.0°Ost übertragen.

## Programm
TVN sendet von 11:00 GMT bis 06:00 GMT (24 Stunden am Tag  als TV Chile innerhalb des Landes). Es bietet einen Mix aus Nachrichten, verschiedenen Shows und Kinderprogrammen. Zur besten Sendezeit dominieren Fernsehdramen, Telenovelas und amerikanische Sitcoms.
Siehe auch: Liste der chilenischen Fernsehkanäle

## Logos

1969–1978
1978–1984
1984–1988
1988–1990
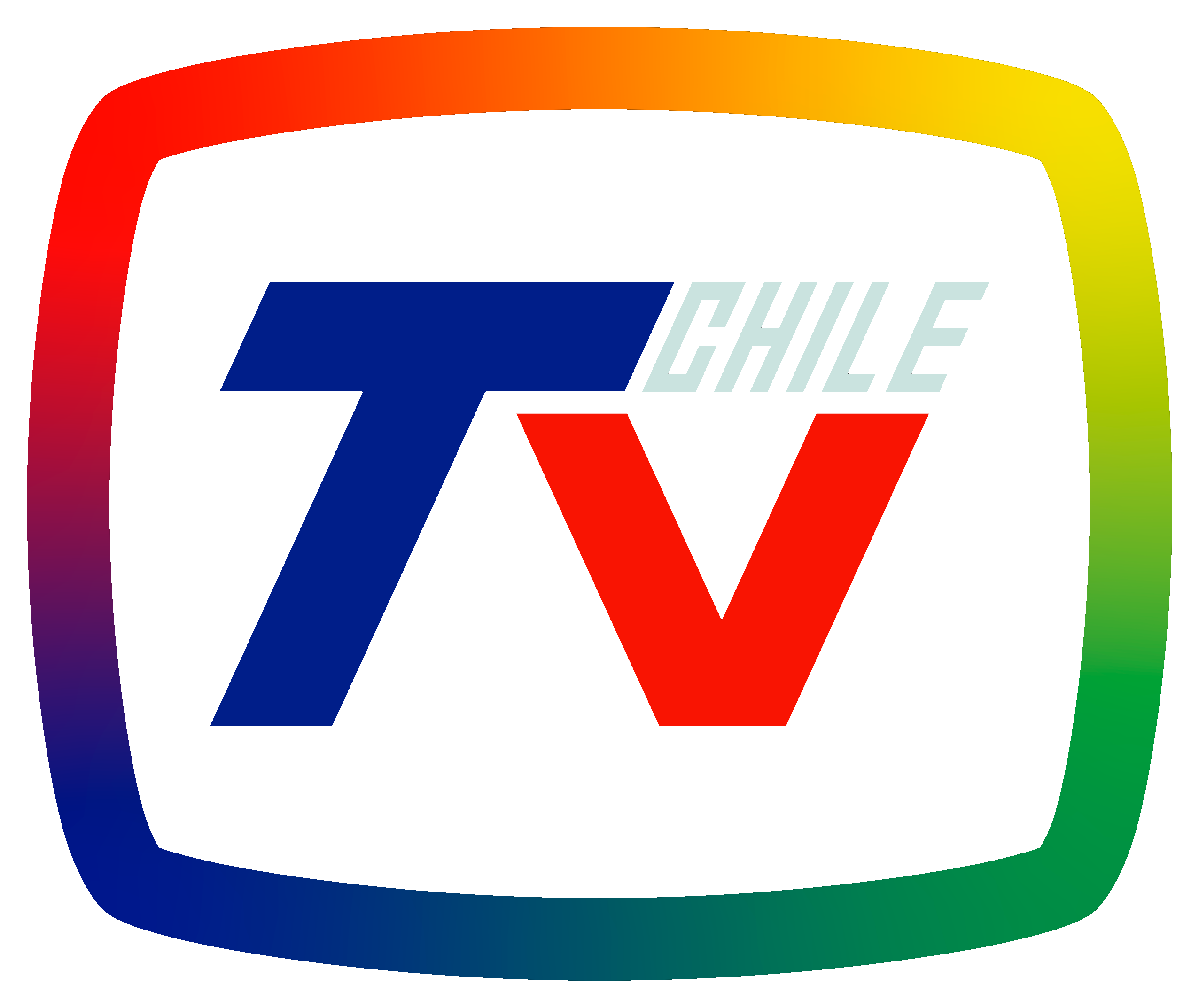
1990
1990–1993
1993–1996
1996–2004
2004–2016
2016–2020
2020–